# 二异丙基氯化膦
二异丙基氯化膦是一种有机磷化合物，化学式为[(CH3)2CH]2PCl，它是无色液体，可以和水或氧反应。

## 合成与反应
它可由三氯化磷和异丙基氯化镁反应制得：
PCl3 + 2 (CH3)2CHMgCl → [(CH3)2CH]2PCl + 2 MgCl2
它和格氏试剂或有机锂化合物反应，可以得到叔膦：
[(CH3)2CH]2PCl + RM → [(CH3)2CH]2PR  +  MCl
它和醇或酚在碱存在下反应，可以得到次膦酸酯：
[(CH3)2CH]2PCl + ROH → [(CH3)2CH]2POR + HCl